# Marienquelle (Leipzig)

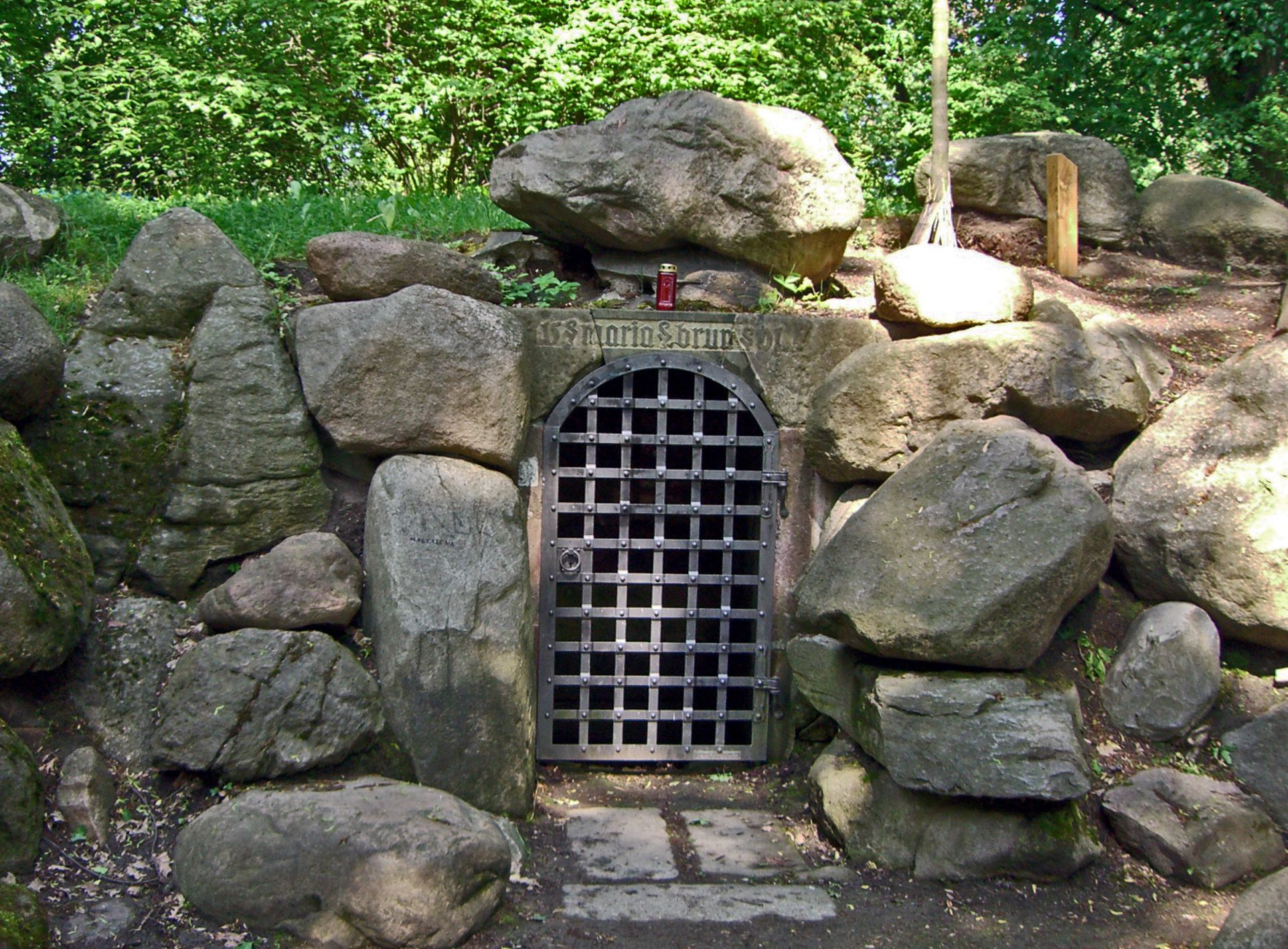
Die Marienquelle

Die Marienquelle (auch Marienbrunnen) ist eine ehemalige Quelle im Südosten Leipzigs in der Nähe des Völkerschlachtdenkmals, die zu Beginn des 20. Jahrhunderts versiegte. Von ihr ist der Name des benachbarten Ortsteils Marienbrunn abgeleitet. Die Quellfassung ist erhalten und restauriert.

## Geographie
Die Marienquelle liegt im südlichen Teil des Wilhelm-Külz-Parks (früher Denkmalspark oder Amselpark) an einem Parkweg, der durch eine Senke führt. Bis zur Anlage des Parks am Anfang des 20. Jahrhunderts befand sich die Quelle auf freiem Feld etwas unterhalb des höchsten Punktes des Geländes, auf dem bis zur Völkerschlacht die Quandtsche Tabaksmühle (Holländerwindmühle zur Herstellung von Schnupftabak) stand, Napoleon die Schlacht verfolgte und später der Napoleonstein errichtet wurde. Verwaltungsmäßig gehört der Park seit 1992 zum Ortsteil Probstheida.
Der natürliche Abfluss der Marienquelle war der Domgraben. Dieser verlief von der Quelle in westlicher Richtung etwa im Zuge der heutigen Richard-Lehmann-Straße, um bei Connewitz in die Pleiße zu münden.

## Geschichte
Im Jahre 1836 wurde erstmals eine Sage veröffentlicht, nach der die Marienquelle ihren Namen erhalten haben soll. Demnach soll am Johannistag des Jahres 1441 eine Pilgerin namens Maria Aussätzige aus dem Johannishospital in Leipzig an den Platz geführt haben, an dem sie durch ihr Gebet eine Quelle entspringen ließ. Sie gab das Quellwasser den Kranken, die nach seinem Genuss spürten „wie neue Kraft durch ihre Adern rann“. Maria aber entschwand auf einem weißen Reh.
In gewisser Beziehung zu der Quelle könnte ein im Stadtgeschichtlichen Museum Leipzig befindlicher Kelch angesehen werden, dessen Entstehung auf das Jahr 1632 in Leipzig datiert ist und der als Pestkelch bezeichnet wird, der aber die für das protestantische Leipzig als ungewöhnlich anzusehende Aufschrift „MARIA“ trägt.

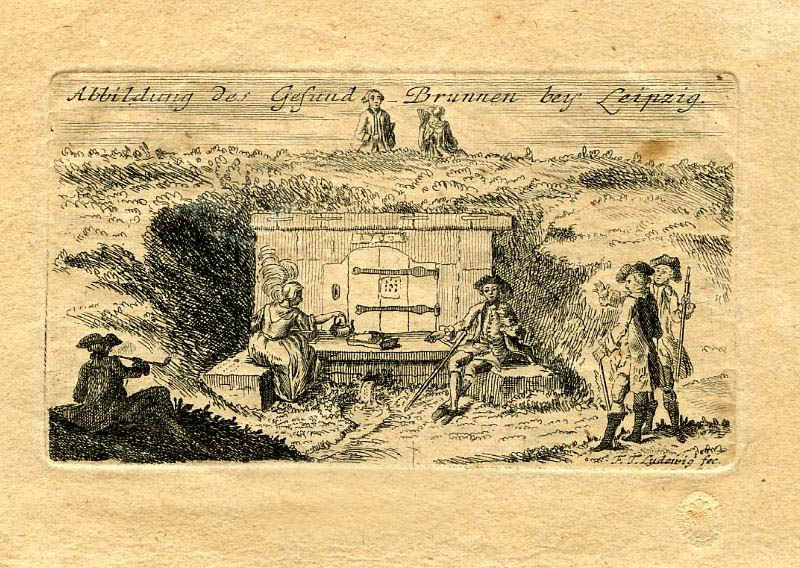
Kupferstich des „Gesundbrunnens“ um 1760

Ende des 15. Jahrhunderts ließ sich der Leipziger Münzmeister Andreas Funke westlich der Quelle ein Gut errichten, die (alte) Funkenburg, zu dessen Gelände die Quelle zählte. 1502 verkaufte sein Nachfolger  die halben Nutzungsrechte an der Quelle dem Rat der Stadt Leipzig, der das Wasser in einer „Röhrenfahrt“ als Trinkwasser zu der 3,5 Kilometer entfernten Stadt leiten ließ. Im Dreißigjährigen Krieg verfiel die Leitung.
1719 kam in Leipzig das Gerücht auf, dass das Wasser der Marienquelle heilkräftig sei. Deshalb zog es fortan viele Leipziger zu der nun „Gesundbrunnen“ genannten Quelle. Auch im 19. Jahrhundert blieb die Quelle ein beliebtes Ausflugsziel der Leipziger, zumal seit 1857 der benachbarte Napoleonstein einen weiteren Anziehungspunkt bildete.
Anfang des 20. Jahrhunderts versiegte die Quelle, bedingt durch die Störung der hydrogeologischen Struktur der Gegend im Zuge tiefer Geländeeinschnitte beim Eisenbahnbau, durch Sandgruben und Gebäudefundamente. Dennoch benannte man die 1913 anlässlich der Internationalen Bauausstellung in der Nachbarschaft der ehemaligen Quelle gegründete Gartenvorstadt Marienbrunn. Inzwischen trägt diesen Namen der ganze daraus entstandene Ortsteil mit mehr als 5000 Einwohnern.
1939 wurde auf der Wiese an der Marienquelle eine privat gesponserte Bronzegruppe von Max Alfred Brumme „Maria auf dem Reh“ aufgestellt, die auf die Sage Bezug nahm. Aber bereits nach drei Jahren musste sie wegen der Verwendung der Bronze in der Rüstungsindustrie in der Aktion Metallspende des deutschen Volkes abgerissen werden.
In der zweiten Hälfte des 20. Jahrhunderts verfiel der Quellenplatz sowohl baulich als auch hinsichtlich der Sauberkeit. Nach 1990 nahm sich der Verein Freunde von Marienbrunn e. V. der Quelle an. Probebohrungen 1994 ergaben eine Grundwasser führende Schicht in 60 Zentimeter Tiefe. 1998 wurden Quellfassung und Umfeld vom Verein in Zusammenarbeit mit dem Grünflächenamt Leipzig restauriert und ein Abfluss vom Quellenbecken ins Abwassernetz installiert. Seitdem wird jährlich am Johannistag an der Marienquelle das Johannisfest unter zahlreicher Anteilnahme der Bevölkerung begangen, wobei auch die Sage von Maria vorgelesen wird.